# Улпии
Улпии (Ulpii) е името на рода (gens) Ulpia с името Улпий и Улпия.

## Известни с това име
- Траян (Марк Улпий Траян), римски император
- Марк Улпий Траян (сенатор), негов баща
- Улпия Марциана, сестра на императора
- Улпия (баба на Адриан), (31 – 86 г.), сестра на бащата на Траян; баба на Адриан
- М. Улпий Сенека Сатурнин, управител на провинция Тракия между 222 и 235 г.
- Улпия Северина, съпруга на римския император Аврелиан (270 – 275 г.)
- Лелиан (Улпий Корнелий Лелиан), римски узурпатор (269 г.)
- Улпий Марцел, римски сенатор през 2 век.